# 17855 Geffert
17855 Geffert (1998 KK) là một tiểu hành tinh vành đai chính được phát hiện ngày 19 tháng 5 năm 1998 ở Starkenburg Observatory, Heppenheim.